# Pámelník bílý

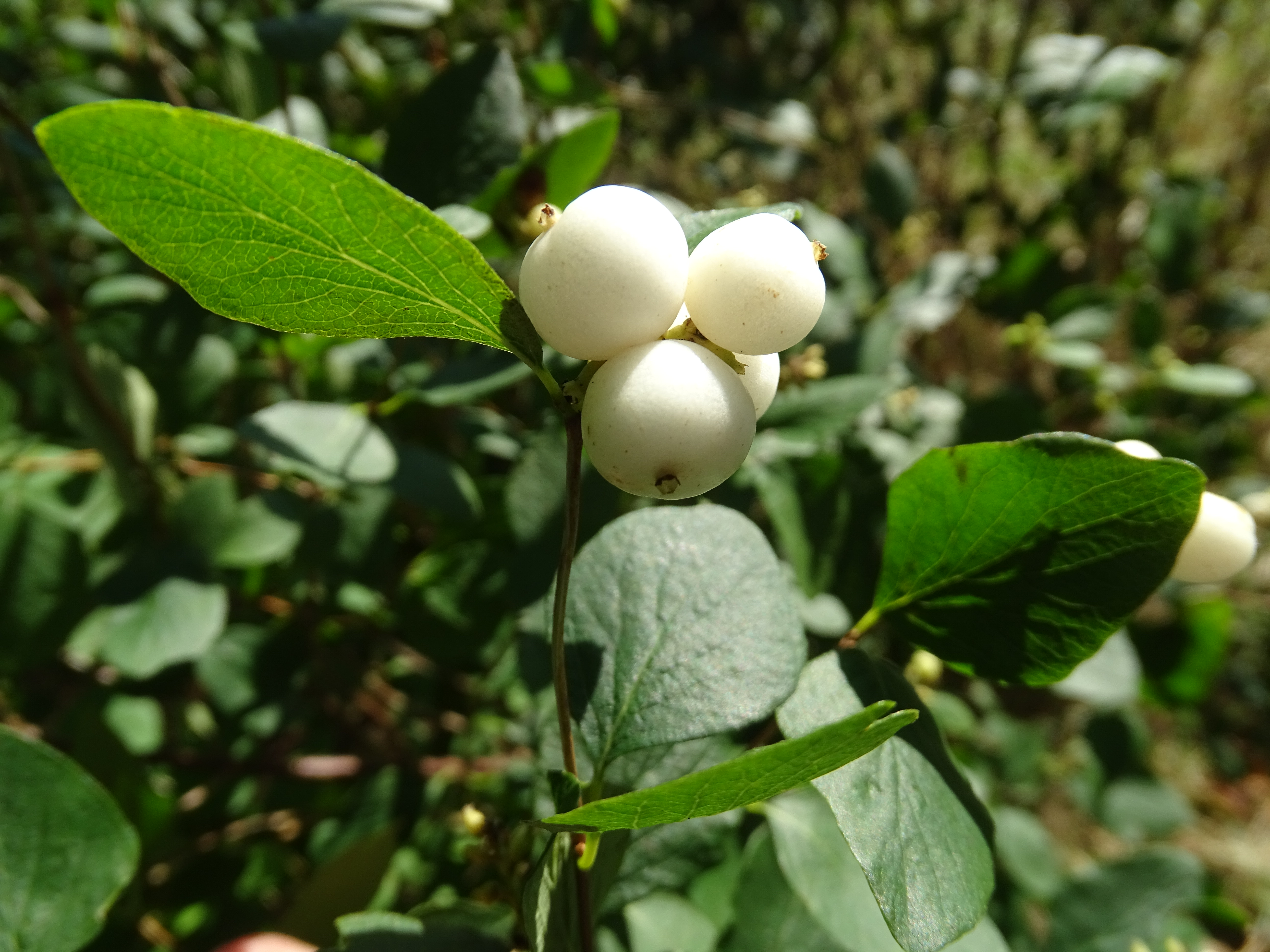
Plody s listem, pámelník bílý

Pámelník bílý (Symphoricarpos albus) je hustě větvený, robustní, opadavý keř z čeledi zimolezovitých (Caprifoliaceae). Vyznačuje se tenkými, vzpřímenými, jemně chlupatými výhony a typickými bílými plody. Pámelník bílý je původem ze Severní Ameriky. V České republice zdomácněl jako hojně vysazovaná okrasná dřevina.

## Popis
Pámelník bílý dorůstá výšky až dvou metrů a má tenké, hustě rostoucí větve. Borka je šedohnědá, podélně v pruzích se uvolňující. Listy má vstřícné, uspořádané ve dvou řadách, na vodorovně rostoucích větvičkách celokrajné, na výmladcích laločnaté, dlouhé výjimečně až 7 cm, tmavozelené, vejčitého tvaru.
Bělorůžové květy jsou drobné, trubkovitě zvonkovité, 4–5cípé, v koncových hroznech. Vyrůstají v úžlabí horních listů a jsou velmi bohaté na nektar. Kvetou od června do srpna.
Plody jsou charakteristické kulaté bobule bílé barvy, velké kolem jednoho centimetru. Obsahují dvě semena. Na keři vydrží až do zimy. Obsahují houbovitou dužninu, která je oblíbenou potravou ptáků. Pro člověka jsou však jedovaté – obsahují saponiny a alkaloid chelidonin.

## Rozšíření
Pámelník bílý pochází ze Severní Ameriky. Je rozšířen na většině území od Aljašky a kanadské provincie Severozápadní teritoria na jih po Kalifornii, Nové Mexiko a Severní Karolínu.

## Pěstování
Doporučuje se do podrostů nebo pro osazení svahů, je vhodný pro krajinářské úpravy i živé ploty.
Je nenáročný, snáší i znečištěné ovzduší. Daří se mu i na chudých půdách, nevadí mu půdy mírně suché ani vlhké. Stanoviště preferuje slunné až polostinné.

Rozmnožuje se vegetativně, odnožemi nebo dřevitými i bylinnými řízky. Zároveň je dřevinou silně samovolně odnožující.

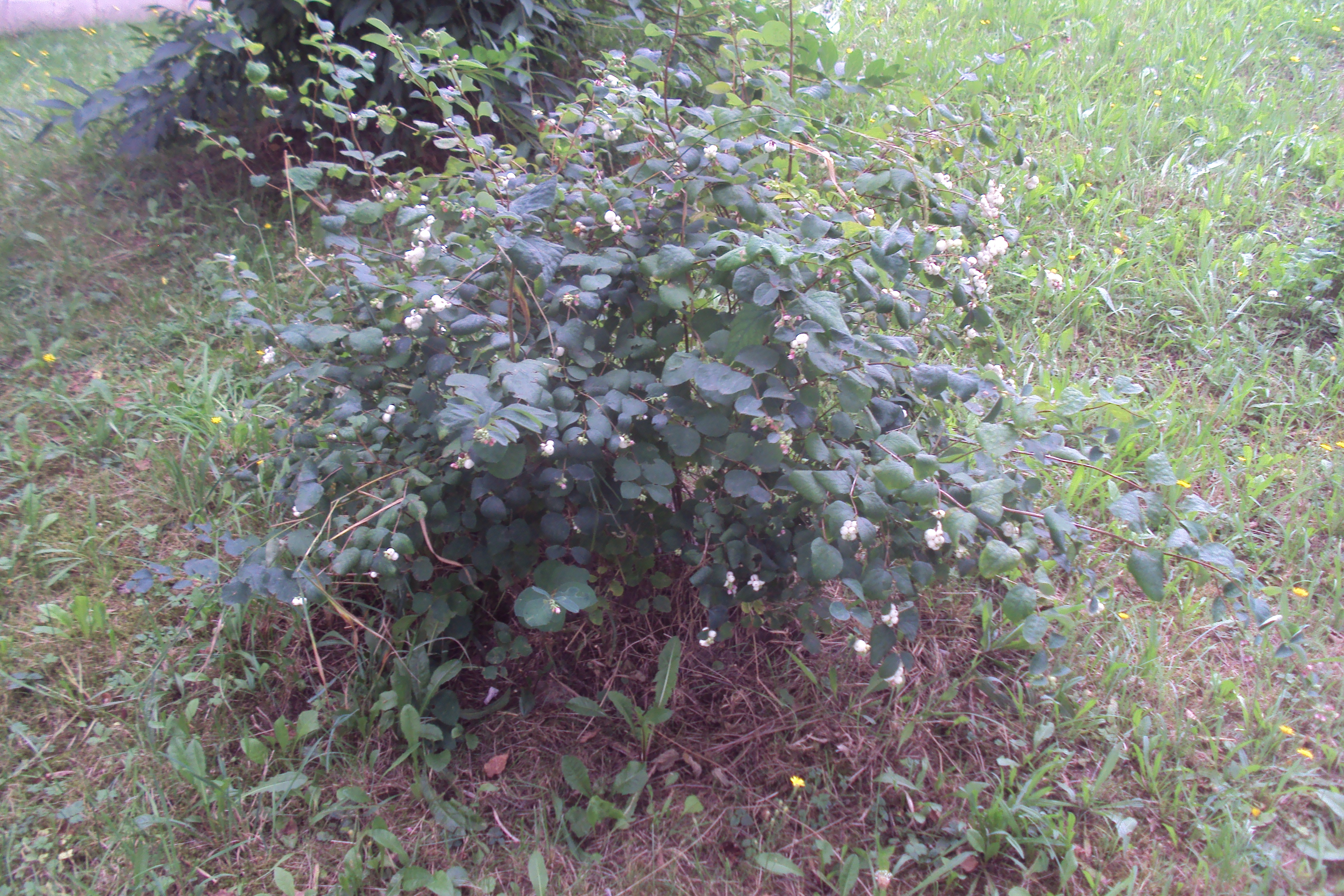
Keřík pámelníku bílého v srpnu

## Zajímavosti
Některá jižní etnika Severní Ameriky vyráběla z větví košťata a Gitksanové v Britské Kolumbii zhotovovali z vydlabaných větviček dýmky. Bobulemi se potírala kůže při popáleninách a léčbě vyrážky a opruzenin. Nálev z plodů se používal na bolavé oči. Odvar z kořenů a natě se používal při léčbě neschopnosti močit, při pohlavních chorobách, tuberkulóze a horečkách spojených s prořezáváním zubů. Čaj vyrobený z kořenů se používal k čištění po porodu. Příslušníci kmene Lillooet (Stl'atl'imx) jedli jednu nebo dvě bobule, aby uklidnili žaludek po příliš tučném jídle.